# 啟德地下購物街
啟德地下購物街，為香港首條地下街。首段於2023年9月28日啟用。

## 歷史
約2010年代，土木工程拓展署委託設計了一段橫跨太子道東，位於啟新道旁的行人隧道，與啟新道一併興建，當中南端預留連接點連接未來地下購物街。該段隧道約於2017年6月啟用。
2017年，發展局公佈，將於啟德發展區規劃兩條地下街，連接啟德站、宋皇臺站、九龍城、新蒲崗等地，兩條地下街分別長約1100米和400米，並將24小時開放。
2023年9月28日，隨AIRSIDE開業，首段啟德地下購物街開放。

## 發展模式
啟德地下購物街分成多段，位於各個地皮的地底，當中有百分之七十由發展商投得地皮時需一併興建該段的地下街，以及連接相鄰路段的連接點，建成後由相關發展商營運；其餘百分之三十由政府負責興建和營運。
首段地下街位於AIRSIDEB1層中間，連接啟德站C出口，隨AIRSIDE於2023年9月28日開業而一併開放。該段預留連接點連接相鄰地皮，包括天璽．天的基座商場。
然而，由於採取分段建造、由地皮發展商興建的模式，整段地下購物街或需要多年才能完全貫通，當中位於啟德河西岸的一段，更因政府將地皮臨時徵用作簡約公屋而興建無期。

## 連接建築
- 啟德站
- AIRSIDE

## 交通
AIRSIDE地下設公共交通交匯處，包括中港巴士站及郵輪碼頭穿梭巴士。

## 相片集

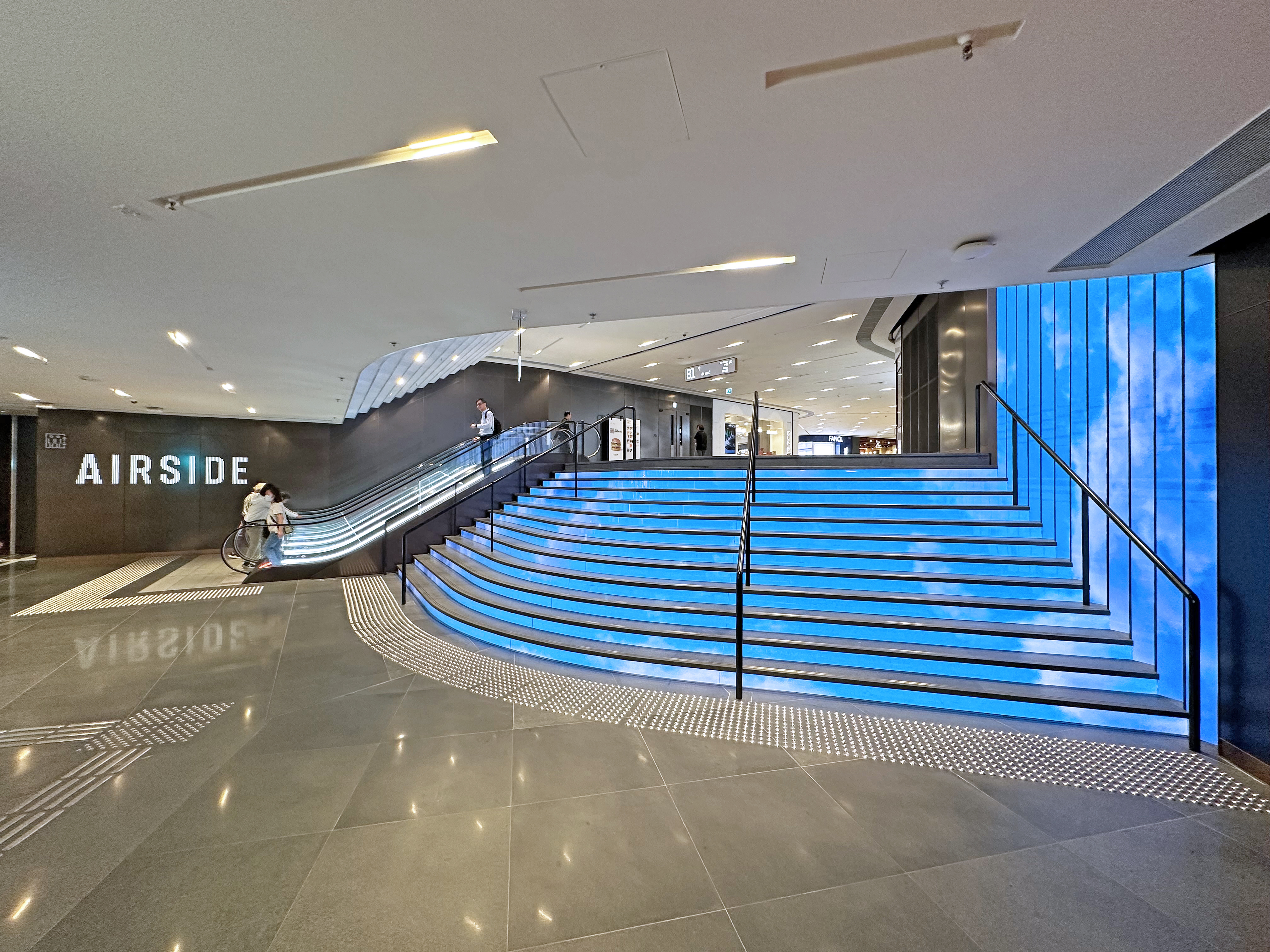
啟德地下街AIRSIDE部分（近啟德站）
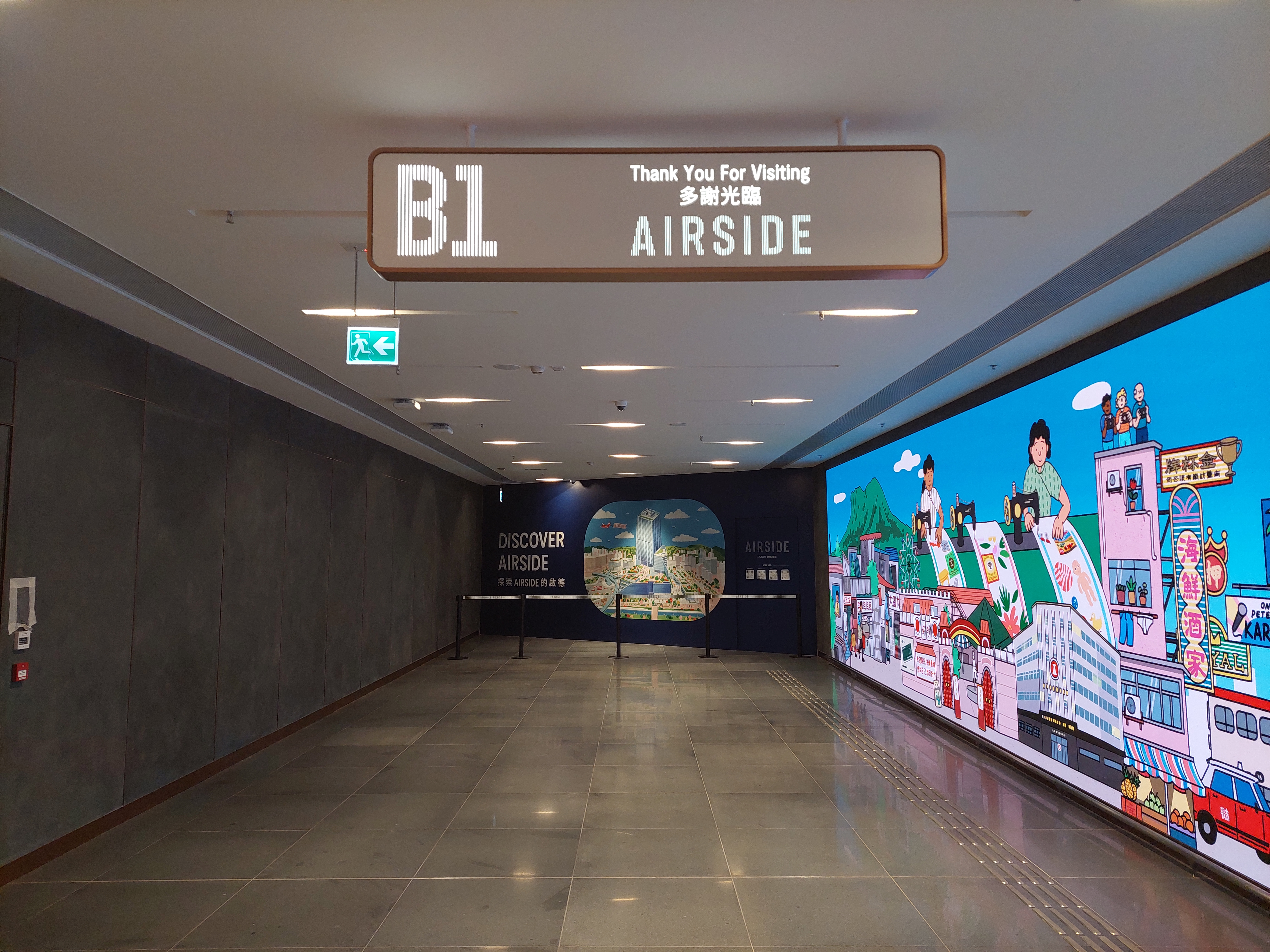
啟德地下購物街預留連接點連接啟德河以西部分